# Kursaal de Besançon
Le kursaal de Besançon est un bâtiment créé à l'origine pour accueillir un cirque, destiné aux curistes et aux militaires en garnison à Besançon, à la fin du XIXe siècle. L'édifice est situé au numéro un, de la place du théâtre, au cœur du centre historique.

## Histoire
Durant la fin du XIXe siècle, la Suisse et l'Allemagne et plus généralement l'Europe voient naître un succès considérable pour les stations thermales. Dans de nombreuses villes, des établissements de bains se construisent, notamment à Besançon où en 1891 la Compagnie des Bains-Salins de la Mouillère est créée : c'est alors que Besançon prend le nom de Besançon-les-Bains[réf. nécessaire].

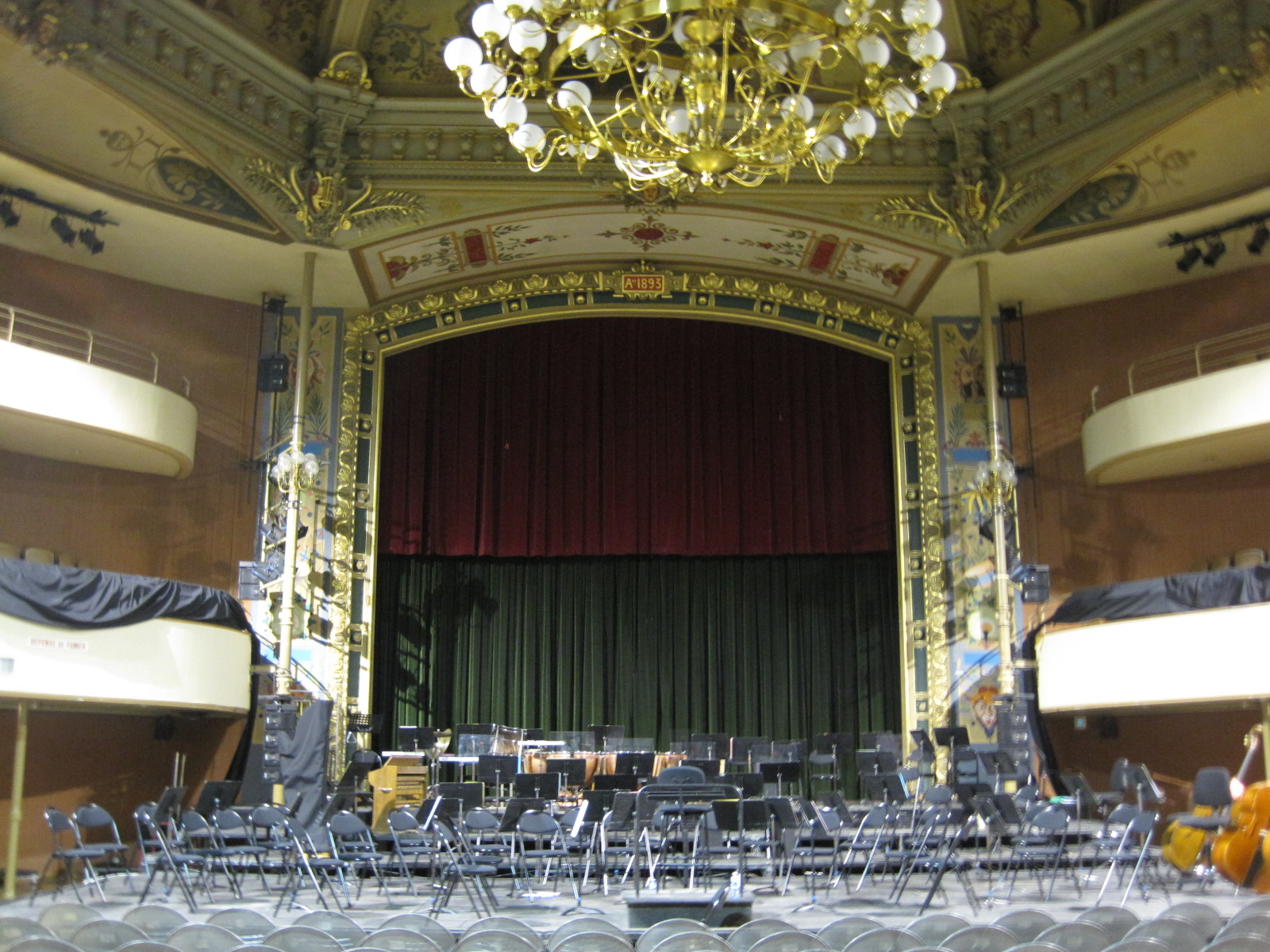
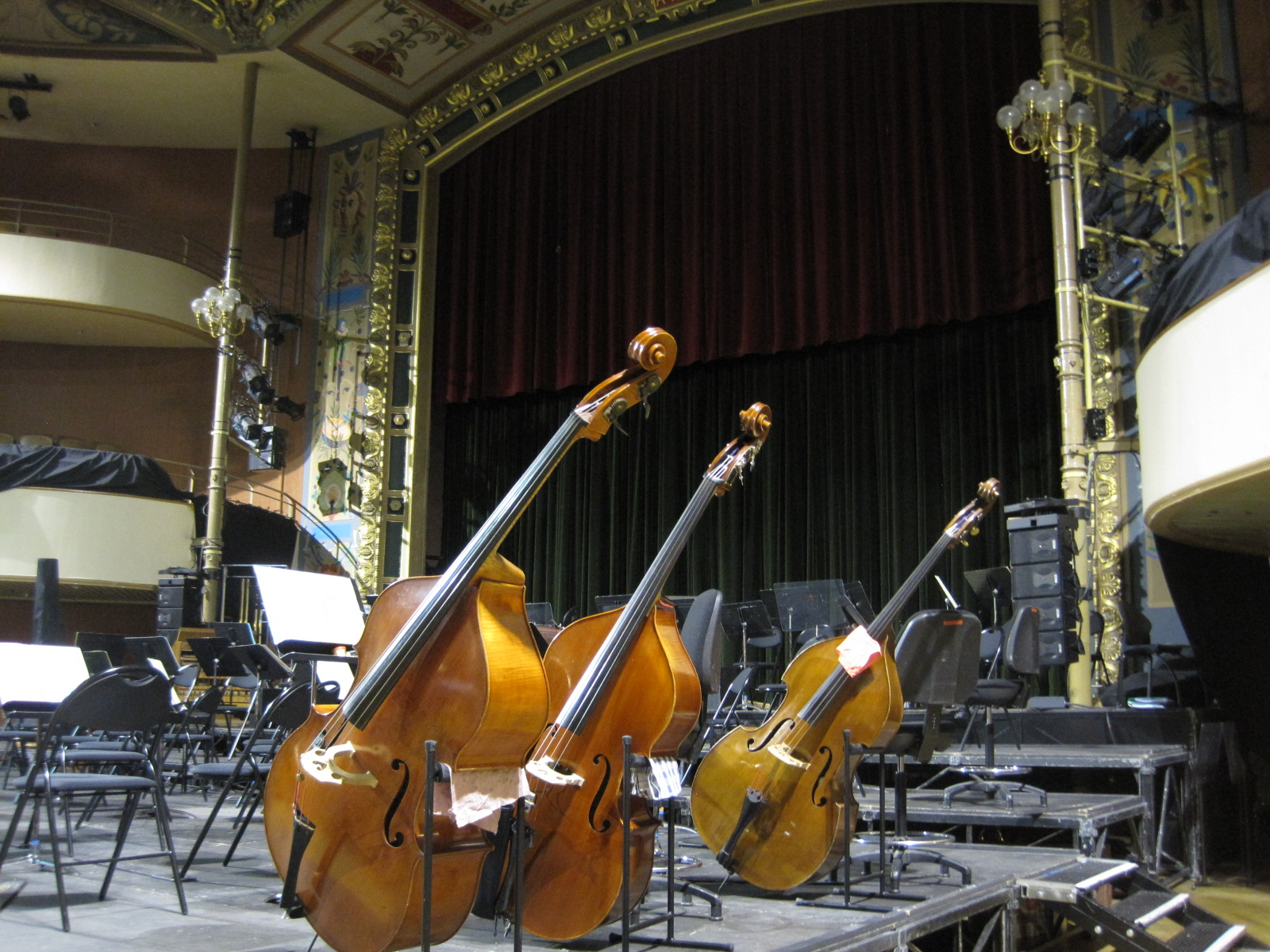
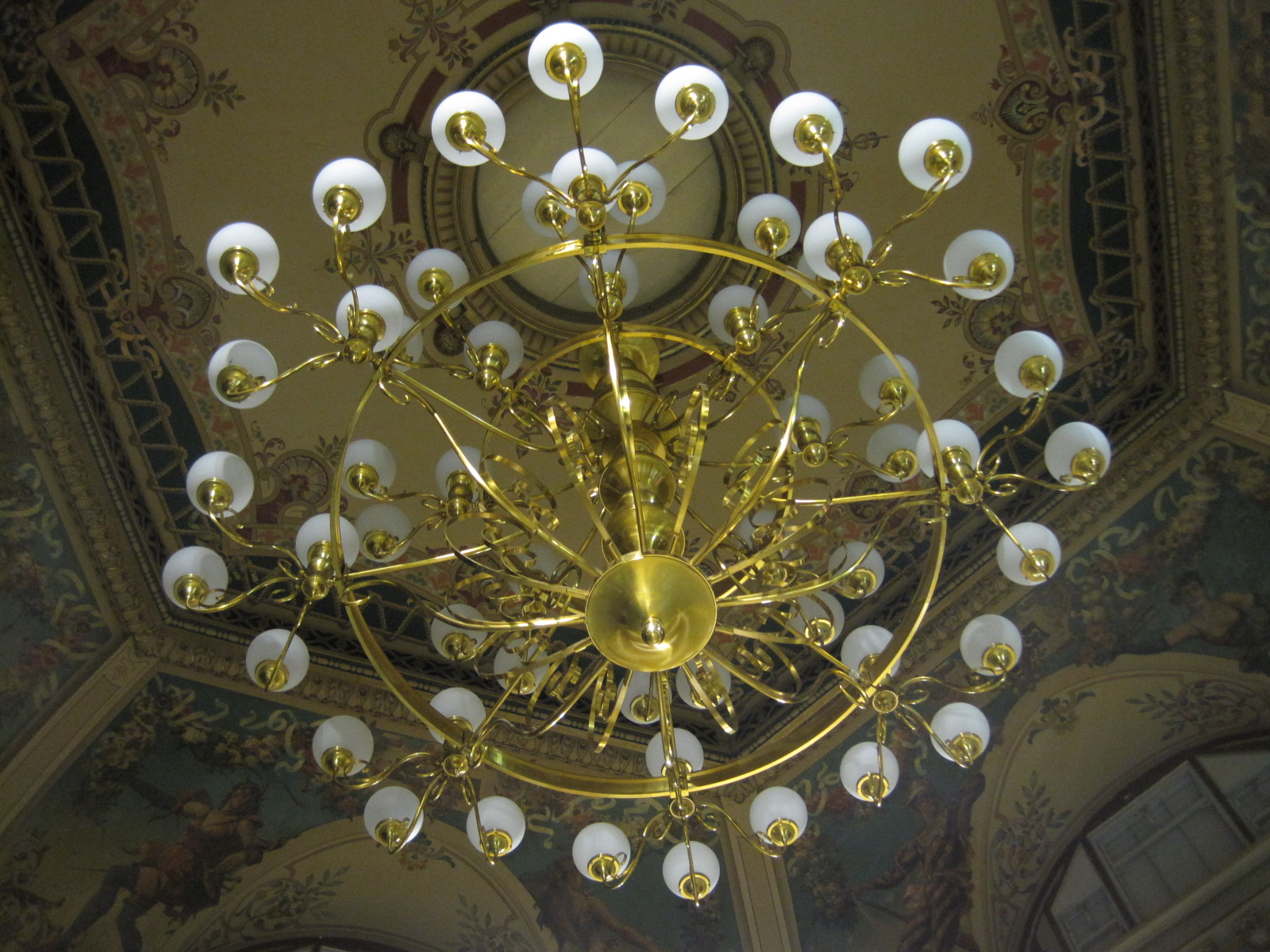

En 1892, Madame veuve Péllegrin fait le vœu de construire une salle de spectacles pour les curistes ainsi que pour les militaires en garnison dans la ville. Le futur bâtiment envisagé sera équipé d'une salle pour accueillir un cirque (le futur "Grand Kursaal") et d’une grande brasserie (le corps de bâtiment hébergeant aujourd’hui la salle Proudhon).
L'édifice est officiellement ouvert fin 1893, mais les lourdes charges financières et la propriétaire, Madame Péllegrin, n'arrivent plus à rembourser les emprunts contractés pour la construction du bâtiment. Le kursaal et ses bâtiments annexes seront saisis.
Le 14 mars 1895, après délibération du Conseil Municipal de Besançon, la Ville décide d'acheter le bâtiment. Le kursaal de Besançon devient alors la salle de fête principale de la ville.
Pour des raisons de vétusté, la Municipalité ferme l’établissement en 1970.
À la demande du Maire Robert Schwint, la Ville procède en 1979 à une rénovation complète du bâtiment et à la création en sous-sol d’une salle de conférence, qui deviendra le futur Petit Kursaal. En septembre 1982, le Kursaal est inauguré.
Aujourd'hui, le kursaal de Besançon accueille des bals, des congrès, des conseils d’administration, diverses expositions, des séances de cinéma, des représentations théâtrales, quelques meetings politiques ainsi que des concerts.

## Les salles

### Salle du grand kursaal
La salle du grand kursaal est une salle de spectacle circulaire modulable mesurant environ 475 m2 qui comporte un remarquable plafond en coupole, décoré de fresques évoquant les arts du cirque ainsi que deux balcons et d'une scène de 80 m2. Un hall d’accueil comprenant un vestiaire, une buvette et une cuisine équipée sont attenants de la salle.
La salle du grand kursaal est équipée techniquement en son et lumière. Elle accueille des spectacles, des conférences, des repas dansants, des congrès ...

### Salle du petit kursaal et salle Colard
La salle du petit kursaal  est située au sous-sol du bâtiment, elle est circulaire et comprend 334 places assises et 6 pour les personnes à mobilité réduite. Elle est équipée d'une cabine de cinéma, d'une scène, d'un vestiaire. Techniquement, elle est équipée en son et lumière. Cette salle est privilégiée pour les conférences, les séances de cinéma et les pièces de théâtre. La salle Colard, quant à elle, à une capacité de 50 personnes.

### Salle Proudhon et autres salles
La salle Proudhon est située au rez-de-chaussée du bâtiment et s'ouvre directement sur l’esplanade. C'est une salle modulable, ayant une capacité maximale de 200 personnes debout ou 100 en places assises. Cette salle comporte également une petite scène de 20 m2.
Le bâtiment comporte d'autres salles modulables au 1er étage : la salle Ory (capacité de 90 personnes), la salle Risset (capacité de 60 personnes), la salle Bidault (capacité de 50 personnes), la salle Thévenot (capacité de 30 personnes), la salle Péllegrin (capacité de 28 personnes) ainsi que la salle dite foyer de la Danse dotée d’un parquet de danse et de miroirs muraux occultables (capacité de 50 personnes).